# Phalerum
Phalerum (Grieks: Φαλήρον, Faleron) is een kustplaats (gemeenschap) in Attica, ongeveer 5 km zuidoostwaarts van Piraeus gelegen, aan de gelijknamige Baai van Phalerum.
Phalerum of Faleron is de woonplaats van Apollodoros (zie Symposium van Plato)
Palaio Faliro (Grieks: Παλαιό Φάληρο) is een gemeente (dimos) in de Griekse bestuurlijke regio (periferia) Attica.

## Oudheid
Volgens de Griekse mythologie zou Phalerum gesticht zijn door en genoemd zijn naar een van de Argonauten: de boogschutter Phalerus, zoon van Alcon.
Tot de aanleg van de Piraeus-haven (in de vroege 5e eeuw v.Chr.) was Phalerum de enige haven van Athene, alleen omdat de afstand van Athene tot de zee hier het kortst was, want de plaats bood geen gunstige aanlegmogelijkheden. Oorspronkelijk gebruikten de schepen het vlakke strand om aan te meren.

## Falíro
De plek van het antieke Phalerum komt nagenoeg overeen met de huidige Atheense voorstad Paleó Falíro (Παλαιό Φαλήρο), wel te onderscheiden van (het nieuwe) Falíro dat ± 1,5 km meer westwaarts gelegen is, aan de monding van de Kifissos-rivier (metrohalte "Falíro").
In de haven van Falíro ligt een oude pantserkruiser voor anker, de Averof, die tijdens de Eerste Balkanoorlog van 1912 een actieve rol heeft gespeeld en nu als museumschip dienstdoet.

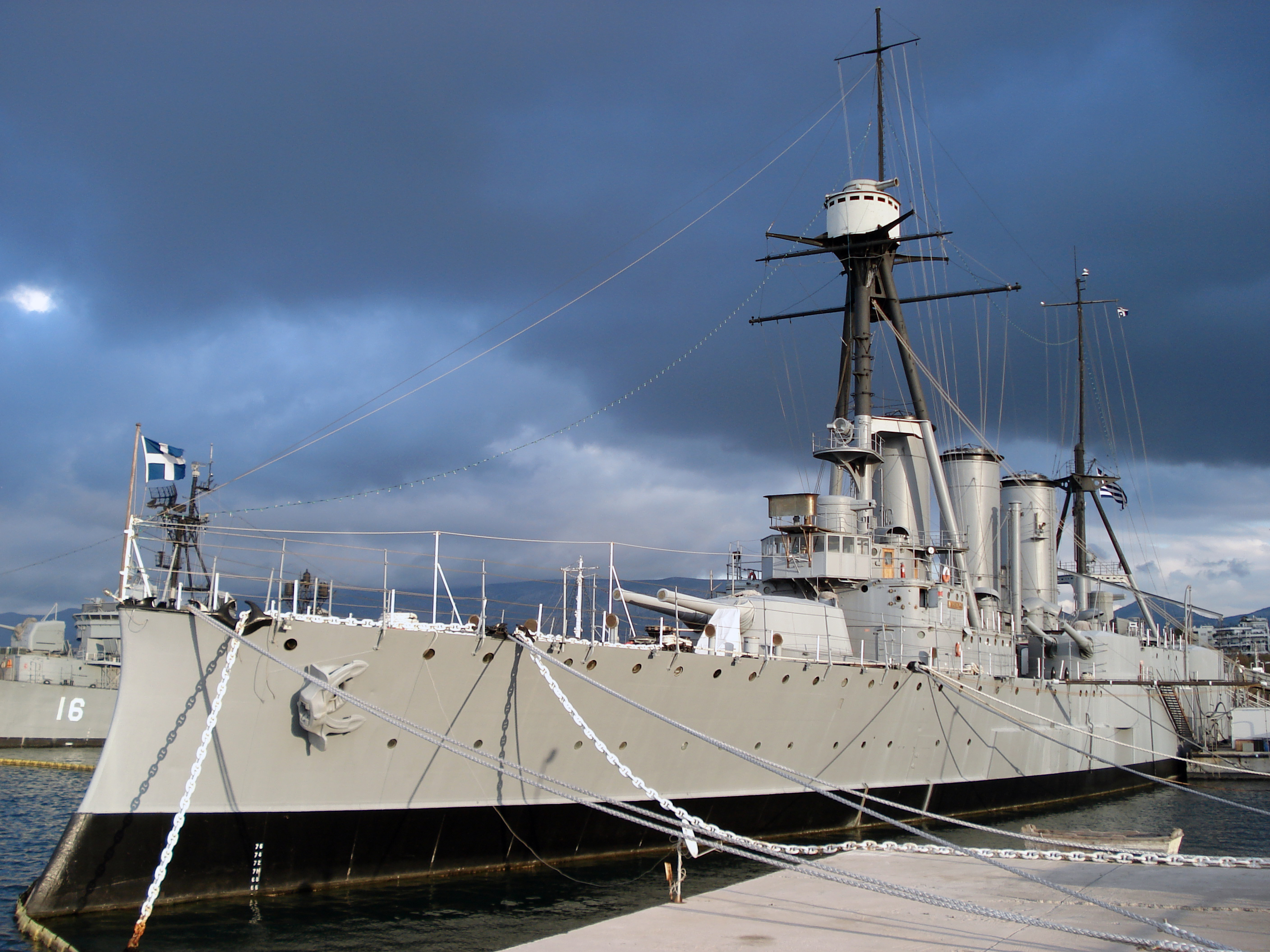
De pantserkruiser Averof, gebouwd in 1910, nu een museumschip in de haven van Faliron